# Буцлованы
Буцловани (словац. Buclovany) — село, община в округе Бардеёв, Прешовский край, Словакия. Расположен в северо-восточной части Словакии.
Впервые упоминается в 1345 году.

## Население
| Год:                | 1994 | 2004    | 2014    | 2024    |
| ------------------- | ---- | ------- | ------- | ------- |
| Количество человек: | 244  | 228     | 213     | 199     |
| Разница:            |      | −6,55 % | −6,57 % | −6,57 % |

В селе проживало 199 человек.
Национальный состав населения (по данным последней переписи населения — 2001 год):
- словаки — 99,17%

Состав населения по принадлежности к религии состоянию на 2001 год:
- протестанты — 94,17%
- римо-католики — 4,17%
- не считают себя верующими или не принадлежат ни к одной вышеупомянутой церкви — 0,83%